# Asger Stadfeldt
Asger Snebjørn Nicolai Stadfeldt, född 21 mars 1830 i Köpenhamn, död 12 december 1896, var en dansk läkare.
Efter att han dimitterats privat till universitetet 1847 deltog Stadfeldt i 1848 års krig som frivillig soldat, tjänstgjorde 1853 som koleraläkare i Köpenhamn och avlade 1854 läkarexamen, varefter han var kandidat vid Frederiks Hospital i Köpenhamn. År 1857 blev han medicine doktor, företog 1857-58 en studieresa, under vilken han särskilt inriktade sig på obstetriken, blev efter sin hemkomst 1859 först kandidat vid barnbördshuset vid Frederiks hospital, därefter förste underläkare vid nämnda sjukhus och samtidigt medredaktör för Hospitalstidende, 1863 förste förlossningsunderläkare vid barnbördshuset, liksom han nu påbörjade vetenskaplig verksamhet på obstetrikens område både litterärt och i föreläsningar på universitetet som privatdocent. Efter professor Levys död fungerade han 1866 som överläkare vid vårdhemmet för späda barn i samma stad, och erhöll 1867 denna tjänst samtidigt som han utnämndes till lektor vid universitetet i obstetrik, gynekologi och pediatrik. År 1869 blev han ordinarie professor. 
Stadfeldt publicerade Lærebog for Jordemødre (1870) och Det mekaniske Misforhold under Fødselen (1873), en lärobok om abnorma födslar och deras behandling. Han lyckades 1870 att få till stånd en gynekologisk poliklinik på barnbördshuset vid Frederiks Hospital, men hans verksamhet på detta område blev dock mindre betydande; det var inom obstetriken som han gjorde sina stora insatser. År 1876 framlade han sin för barnsängsfeberns förebyggande epokgörande berättelse på den hygieniska kongressen i Bryssel: Les maternités, leur organisation et administration, illustrées par la statistique de 25 ans de la maternité de Copenhague. Av tradition har Stadfeldt tillskrivits äran för att ha infört antiseptiken och aseptiken i Danmark; dock var Frantz Howitz den förste i detta land som tog till sig Ignaz Semmelweiss forskning om barnsängsfebern. Även en annan allvarlig sjukdom, den så kallade "munläsan" (trismus), som drabbade nyfödda barn, undersöktes och behandlades med lyckat resultat av Stadfeldt, vilket han redovisade i en fransk tidskrift (1874). 
Dessa insatser gav  honom hedersledamotskap i flera utländska obstetriska sällskap. Stadfeldts övriga vetenskapliga prestationer var däremot mindre betydande. Han nedlade dock stor energi på att utarbeta tidsenliga läroböcker. Lærebog for Jordemødre utgav han 1880 i en ny upplaga, i vilken antiseptiken införts, och 1891 utkom den i omarbetad upplaga som Lærebog i Jordemoderkunsten. År 1882 utgav han läroboken Svangerskabets Pathologi (andra upplagan 1893), 1889 tillsammans med Emmerik Ingerslev Fødselens og Barselsengens Pathologi. I universitetsprogrammet till reformationsfesten 1887 gav han en välskriven och instruktiv historisk skildring av Kjøbenhavns Fødselsstiftelse som Humanitets- og Undervisningsanstalt 1787-1887, i vilken han framhävde antiseptikens betydelse. Från 1877 var han en värdefull medlem av Sundhedskollegiet och blev 1892 kommendör av Dannebrogsorden.